# Fritz
Fritz — німецька шахова програма, розроблена Франсом Моршем і Матіасом Фейстом. Розповсюджується компанією ChessBase. Є також Deep Fritz, спроєктована для мультипроцесорних комп'ютерів.

## Історія
Морш і його друг Ед Шредер створили шахову програму на початку 1980-х. На початку '90-х німецька компанія ChessBase запросила Морша написати шахову програму Fritz (Knightstalker у США). У 1995 році Fritz 3 виграв Світовий комп'ютерний шаховий чемпіонат в Гонконгу, перемігши прототип Deep Blue.
У 2002 році Deep Fritz зіграв внічию в матчі проти чемпіона світу Володимира Крамника з рахунком 4-4.
В листопаді 2003 року Fritz X3D, версія Deep Fritz з 3D інтерфейсом, зіграв внічию матч проти Гаррі Каспарова.
4 жовтня, 2006 року у ході Чемпіонату Світу 2006 в між Володимиром Крамником і Веселином Топаловим, менеджер Топалова Сільвіо Данайлов випустив прес реліз, в якому приводив статистику збігу між грою Крамника і ходами, які рекомендує програма Fritz 9. Болгарська команда зробила публічну заяву, що Крамник відвідував свою приватну ванну (тільки одне місце без звукового і відео нагляду) дуже часто, близько 50 разів за партію (число, яке пізніше посадові особи ФІДЕ назвали перебільшеним) і звірявся з програмою у туалеті. Проте, подальший аналіз показав, що використовуючи подібний метод, можна зробити висновок, що шахова легенда Куби Хосе Рауль Капабланка теж використовувала програму Chessmaster 9000 в 1918 році, коли не було навіть комп'ютерів.
З 25 листопада по 5 грудня 2006 року Deep Fritz зіграв проти Крамника в Бонні та виграв з рахунком 4-2.

## Зноски
1. ↑  «Silvio Danailov accuses Kramnik of using Fritz 9». Архів оригіналу за 25 жовтня 2006. Процитовано 28 березня 2008.
2. ↑  Capa cheated with CM9k in 1918!. Архів оригіналу за 5 листопада 2007. Процитовано 28 березня 2008. [Архівовано 2007-11-05 у Wayback Machine.]
3. ↑  bbc.co.uk, «Chess champion loses to computer», BBC, http://news.bbc.co.uk/2/hi/europe/6212076.stm [Архівовано 31 грудня 2007 у Wayback Machine.] (accessed 2006-12-06)